# بيل أفيري
بيل أفيري (بالإنجليزية: Bill Avery)‏ هو عالم سياسة وسياسي أمريكي، ولد في 7 فبراير 1942 في مقاطعة هارنيت في الولايات المتحدة. حزبياً، نشط في الحزب الديمقراطي.